# 어느 멋진 날 (1996년 영화)
《어느 멋진 날》(영어: One Fine Day)은 미국에서 제작된 마이클 호프먼 감독의 1996년 로맨틱 코미디 드라마 영화이다. 미셸 파이퍼, 조지 클루니 등이 출연하였고, 린다 옵스트 등이 제작에 참여하였다. 린다 옵스트 프로덕션스 외에 비어 로자 프로덕션스(Via Rosa Productions)가 제작에 참여하였다.

## 출연
- 미셸 파이퍼 - 멜러니 파커 역
- 조지 클루니 - 잭 테일러 역
- 메이 휘트먼 - 매기 테일러 역
- 앨릭스 D. 린츠 - 새미 파커 역
- 찰스 더닝
- 존 로빈 베이츠
- 엘런 그린
- 조 그리파시
- 애나 마리아 호스퍼드
- 그레고리 저바라
- 실라 켈리
- 마이클 배덜루코
- 조지 마틴

## 기타 제작진
- 공동 제작: 메리 매클라글런
- 배역: 로라 케네디
- 미술: 데이비드 그로프먼
- 의상: 수지 디샌토

## 사운드트랙
One Fine Day: Music from the Motion Picture
1. "One Fine Day" – 내털리 머천트
2. "The Boy from New York City" – 디 애드 리브스
3. "For the First Time" – 케니 로긴스
4. "Mama Said" – 더 셔렐스
5. "Someone Like You" – 숀 콜빈
6. "Love's Funny That Way" – 티나 어레이나
7. "Have I Told You Lately" – 밴 모리슨
8. "The Glory of Love" – 켑모
9. "What a Diff'rence a Day Made" – 토니 베넷
10. "Isn't It Romantic?" – 엘라 피츠제럴드
11. "This Guy's in Love with You" – 해리 코닉 주니어
12. "Just like You" – 켑모
13. "One Fine Day" – 더 시폰스
14. "Suite From One Fine Day" – 제임스 뉴턴 하워드

## 우리말 녹음
MBC 성우진 (2000년 6월 3일)
- 박일 - 잭 테일러 (조지 클루니)
- 윤소라 - 멜러니 파커 (미셸 파이퍼)
- 안정현
- 김기현
- 전국근
- 김순선
- 이미자
- 박영화
- 장성호
- 김민성
- 김아영
- 오주연
- 최수진
- 김지영
- 노계현
- 이자옥
- 표영재